# Penelopinae
Penelopinae, potporodica ptica iz porodice Cracidae, red Galliformes ili kokoši. Obuhvaća sedam rodova: Aburria, Chamaepetes, Oreophasis, Ortalis, Penelope, Penelopina i Pipile.